# Бемстер
Бемстер (нидерл. Beemster) — польдер и бывшая община в провинции Северная Голландия, Нидерланды. 1 января 2022 года Бемстер вошёл в состав общины Пюрмеренд.

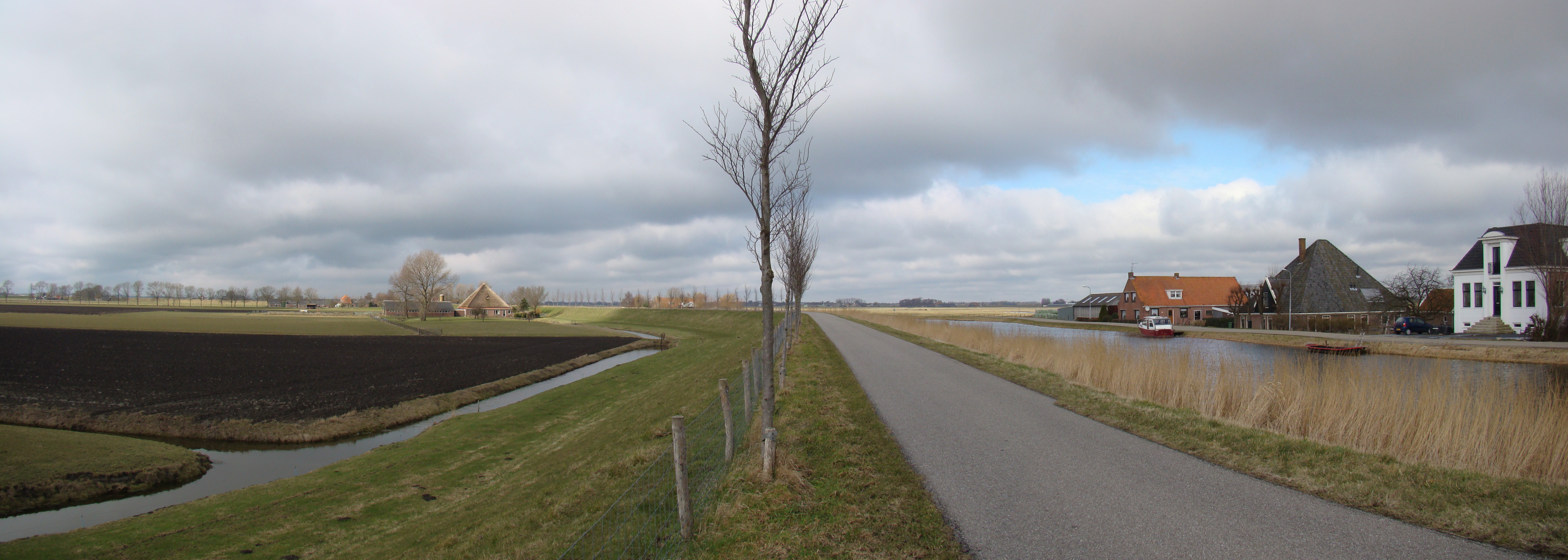
Северный Бемстер

## История общины
Слово «Бемстер» происходит от названия когда-то протекавшей здесь речки «Баместра» («Bamestra»). Изначально эти земли были покрыты торфом. Интенсивная добыча торфа, шторма и наводнения привели к тому, что в XII веке речка превратилась во внутреннее море (озеро, соединённое с Зёйдерзе).
Примерно в 1605 году группа частных инвесторов приступила к осушению озера Бемстер. К 1610 году работа была практически завершена, однако из-за прорыва дамбы, отделявшей его от Зёйдерзе, озеро наполнилось вновь, поэтому было решено построить ещё одну дамбу метровой высоты вокруг окружающей местности. В 1612 году польдер был осушён, и инвесторы разделили между собой образовавшуюся землю.

## Польдер
Польдер, создание которого относится к началу XVII в., является старейшим из отвоеванных у моря участков суши в Нидерландах. Здесь в неизменности сохранилась четкая структура ландшафта, включающего поля, дороги, каналы, дамбы и поселения, разработанная на основе принципов планировки классицизма и Возрождения. Год внесения в список объектов Всемирного Наследия — 1999.